# Colapteroblatta surinama
Colapteroblatta surinama är en kackerlacksart som först beskrevs av Henri Saussure 1868.  Colapteroblatta surinama ingår i släktet Colapteroblatta och familjen jättekackerlackor. Inga underarter finns listade i Catalogue of Life.